# Pleasant Grove (Carolina del Nord)
Pleasant Grove è una comunità non incorporata della contea di Alamance, Carolina del Nord, Stati Uniti.
Pleasant Grove si trova all'incrocio tra la North Carolina Highway 49 e la North Carolina Highway 62 nella parte nord-orientale della contea di Alamance. È il sito dei terreni tribali della Occaneechi Band of the Saponi Nation.